# Arotrephes speculator
Arotrephes speculator är en stekelart som först beskrevs av Johann Ludwig Christian Gravenhorst 1829.  Arotrephes speculator ingår i släktet Arotrephes och familjen brokparasitsteklar. Arten är reproducerande i Sverige. Inga underarter finns listade.